# Tituly a vyznamenání Fidela Castra

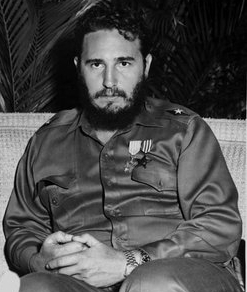
Fidel Castro s dvěma indonéskými vyznamenáními (1960)

Fidel Castro, kubánský revolucionář a státník, během svého života obdržel řadu státních vyznamenání, ocenění nestátních institucí i akademických titulů. 

## Vyznamenání a ocenění

### Státní vyznamenání

#### Kubánská vyznamenání
- Pamětní medaile 20. výročí Revolučních ozbrojených sil – 25. listopadu 1976[1]
- Řád Máxima Gómeze – 29. listopadu 1988[2]
- Řád 17. května – 17. května 1992[3]
- Pamětní medaile 50. výročí 26. července – 26. července 2003[4]

#### Zahraniční vyznamenání
- Alžírsko
  -  Medaile národní osvobozenecké armády – 6. května 2001[5]
- Angola
  -  Řád Agostinha Neta – 9. července 1992[6]
- Bangladéš
  - Čestný odznak bangladéšské osvobozenecké války – 24. března, 2013 – za přínos k válce za osvobození země v roce 1971[7]
- Belize
  -  Řád Belize – 8. února 1999[8]
- Bulharsko
  - Dimitrovova cena – 17. června 1980[9]
  -  Řád Georgiho Dimitrova – 17. května 1972 – za svou službu kubánskému lidu v boji proti imperialismu, jakož i za budování socialismu na Kubě a za posílení přátelství a spolupráce mezi Bulharskem a Kubou[10]
- Československo
  -  Řád Bílého lva I. třídy s řetězem, civilní skupina – 22. června 1972[11][12]
  -  Řád Klementa Gottwalda – 10. července 1989[13][14]
- Dominika
  -  Čestná cena Dominiky – 3. listopadu 2008 – za podporu poskytovanou Kubou a jejím vůdcem Dominice od jejího zisku nezávislosti
- Dominikánská republika
  -  velkokříž se zlatou hvězdou Řádu za zásluhy Duarta, Sáncheze a Melly – 22. srpna 1998[15]
- Egypt
  -  velkostuha Řádu Nilu – 5. listopadu 1959[16]
- Ekvádor
  -  Dekorace Eloye Alfara Delgada – 26. května 2010 – ocenění Národního shromáždění Ekvádoru za jeho důstojnost a výjimečné zásluhy[17]
- Etiopie
  -  Řád velké hvězdy cti socialistické Etiopie – 12. září 1978 – jako uznání za Fidelův výjimečný revoluční život, pevný a neústupný ideologický postoj na mezinárodní úrovni a diplomatické a ozbrojené boje[18]
- Ghana
  -  čestní společník Řádu ghanské hvězdy – 29. září 1998 – za to že je šampionem proti útlaku a inspirací pro rozvojové země[19]
- Guatemala
  -  velkokříž s řetězem Řádu Quetzala – 16. února 2009 – jako projev uznání za více než 17 milionům konzultací a 40 000 operací provedených kubánskými lékaři na guatemalském lidu[20]
- Guinea-Bissau
  -  Medaile Amílcara Cabrala – 29. ledna 2007 – za přispění k založení a posílení Guineje-Bissau[21]
- Haiti
  -  velkokříž Národního řádu cti a zásluh – 9. listopadu 1998
- Chile
  -  velkokříž s řetězem Řádu za zásluhy – 13. prosince 1972[11]
- Indonésie
  -  Řád hvězdy Indonéské republiky – 22. ledna 1960
  -  Řád hvězdy Mahaputera – 22. ledna 1960[22]
- Jamajka
  -  čestný člen Řádu Jamajky – 16. října 1977 – za hrdinskou a  mimořádnou službu své zemi a celému třetímu světu v boji proti kolonialismu, imperialismu a neokolonialismu[23]
  -  čestný člen Řádu za zásluhy – 1977 – za hrdinskou a  mimořádnou službu své zemi a celému třetímu světu v boji proti kolonialismu, imperialismu a neokolonialismu[24]
- Jižní Afrika
  -  velkokříž Řádu dobré naděje – 4. září 1998[25]
  -  Řád společníků O. R. Tamba – 27. března 2009 – za přínos k vymýcení rasismu, kolonialismu, aparheidu a nerovnosti v lidské společnosti[26][27]
- Jugoslávie
  -  Řád jugoslávské hvězdy – 14. září 1986[28]
- Katar
  -  Řetěz nezávislosti – 15. září 2000[29]
- Libye
  -  Řád za statečnost – 10. března 1977 v Tripolisu – udělil Muammar Kaddáfí jako uznání jeho historické úlohy v konfrontaci s imperialismem[30][31]
- Maďarsko
  -  Řád praporu Maďarské lidové republiky – 31. května 1972[11]
- Malajsie
  -  Řád říšské koruny – 11. května 2001 – za odolnost kubánského lidu vůči nesčetným obtížím a pokroku... v oblastech vzdělávání, veřejného zdraví a dalších odvětví hospodářské a sociální činnosti[32]
- Mali
  -  velkokříž Národního řádu Mali – 13. července 1998[33]
- Mexiko
  -  řetěz Řádu aztéckého orla – 1. listopadu 1988 – za to, že byl vždy mexickým přítelem a zastupoval v Latinské Americe vášnivou obranu svobody národů a právo na sebeurčení
- Mongolsko
  -  Süchbátarův řád – 3. března 1988
- Namibie
  -  Řád welwitschie podivné I. třídy – 21. března 2008 – za podporu bojů za osvobození Afriky[34]
- Nikaragua
  -  Řád Augusta Césara Sandina I. třídy – 11. ledna 1985 – udělil prezident Daniel Ortega[35]
- Pákistán
  -  Řád Pákistánu – 23. března 2018[36]
- Panama
  -  velkokříž Řádu Omara Torrijose Herrery – 5. ledna 2009[37]
- Polsko
  -  velkokříž Řádu znovuzrozeného Polska – 24. dubna 1973 – za ideály marxismu-leninismu a bratrskou přátelskou spolupráci[38]
- Rumunsko
  -  Řád hvězdy Rumunské socialistické republiky I. třídy – 26. května 1972 – za zvláštní zásluhy v revolučním boji za národní osvobození a sociální rozvoj Kuby, za obranu nezávislosti a svrchovanosti domácího nacionálního socialismu proti imperialismu a za zvláštní přínos k růstu vztahů mnohostranné spolupráce, přátelství a mezinárodní solidarity mezi Komunistickou stranou Kuby a Rumunskou komunistickou stranou a mezi Kubou a Rumunskem[39]
- Severní Korea
  -  Hrdina Severní Koreje – 9. března 1986
  -  Hrdina práce – 11. prosince 2006[40]
  -  Řád národního praporu I. třídy – 11. prosince 2006 – za podporu opětovného sjednocení Korejského poloostrova a budování socialismu[40]
- Sovětský svaz
  -  Hrdina Sovětského svazu – 23. května 1963 – za hrdinský úspěšný boj za svobodu a nezávislost kubánského lidu, který významně přispěl z velké části k míru a socialismus  a za jeho velkou roli při posilování a rozvoji sovětského bratrství[41]
  -  Leninův řád[13] – 23. května 1963, 27. června 1972[42] a 9. listopadu 1986 (za přínos k podpoře bratrských vztahů mezi Kubou a Sovětským svazem)[43]
  -  Pamětní medaile 100. výročí narození Vladimira Iljiče Lenina – 5. dubna 1971[44]
  -  Řád Říjnové revoluce – 13. srpna 1976
  -  Jubilejní medaile 30. výročí vítězství ve Velké vlastenecké válce 1941–1945 – 9. května 1975[45]
- Srbsko
  -  Řád Srbské republiky II. třídy – 12. května 2015 – za zásluhy na rozvoji a posílení mírové spolupráce a přátelských vztahů mezi Srbskem a Kubou[46]
- Somálsko
  -  Řád somálské hvězdy I. třídy – 14. března 1977[47]
- Venezuela
  -  velkokříž s řetězem Řádu osvoboditele – 30. října 2000[48]
- Vietnam
  -  Řád zlaté hvězdy – 29. července 1982
  -  Řád Ho Či Mina – 8. ledna 1989[49]
- Východní Německo
  - Řád Karla Marxe – 12. srpna 1986[13][50]
  -  Řád hvězdy přátelství národů – 13. června 1972
- Východní Timor
  -  řetěz Řádu Východního Timoru – 3. prosince 2010 – za kubánskou podporu ve zdravotnictví a vzdělávání[51]
- Ukrajina
  -  Řád knížete Jaroslava Moudrého I. třídy – 19. června 2000 – za lékařskou pomoc poskytovanou obětem černobylské katastrofy[52]
  -  Řád za zásluhy I. třídy – 26. března 2010 – za důležitý přínos k obnovení zdraví dětí v z Černobylu po nehodě v Ukrajinské SSSR v roce 1986[53]
- Zambie
  -  řetěz Řádu zambijského orla – 22. září 2009 – za záslužné politické, sociální a ekonomické služby obyvatelům Kuby a dalších zemí[54][55]

### Nestátní ocenění
Ocenění, která Fidel Castro obdržel od nevládních organizací, nadnárodních subjektů, politických stran atd.
- čestný člen Sociedad Abakuá – 1959 – za obranu černochů, kteří byli v kubánské společnosti vždy diskriminováni[56]
- Čestná medaile Front de Libération Nationale – 16. října 1962[57]
- Medaile 30. výročí Polska Zjednoczona Partia Robotnicza – 7. června 1972[58]
- Zlatá medaile Joliot-Curie za mír – Světová rada míru, 13. října 1972 – za inspiraci a podporu, kterou vždy poskytoval všem lidem, kteří bojují za svobodu a nezávislost
- Pamětní medaile 30. výročí boje za svobodu a osvobození Rudou armádou – Komunistická strana Československa, 18. dubna 1975 – za úspěšnou práci v hrdinném úkolu budování socialismu a komunismu[59]

#### Čestná občanství
- čestný občan Lanúsu – 20. srpna 2014[60]
- čestný občan Diademy – 2. července 2012[61]

## Akademické tituly
- čestný člen Sociedad Espeleológica de Cuba – 15. ledna 1960[62]
- doctor honoris causa Lomonosovovy univerzity – 21. května 1963 – za vynikající přínos k praktické výuce marxismu-leninismu[63]
- doctor honoris causa Univerzity Karlovy – 22. června 1972 – jakožto učenému právníku, který dal své znalosti do služby boji za revoluční socialismus[64][65]
- profesor honoris causa Universidad Mayor de San Andrés – 17. září 1987[66]
- profesor honoris causa Universidad Mayor de San Simón – 17. září 1987[67]
- doctor honoris causa Universidad Nacional Mayor de San Marcos – 10. září 1990[68]